# Abram Nteo
Abram Leukie Nteo (Odendaalsrus, 15 luglio 1977) è un ex calciatore sudafricano, di ruolo centrocampista.

## Carriera
Ha partecipato con la nazionale di calcio del Sudafrica alle Olimpiadi di Sydney 2000.